# أحمد الكبيسي
أحمد عُبيد الكبيسي (26 حزيران 1934 - )، داعية إسلامي وأحد علماء الإسلام العراقيين، شارك في كثير من المؤتمرات الإسلامية، كما ساهم في العديد من البرامج الإذاعية والتلفازية في العراق والإمارات.

## حياته
ولد في محافظة الأنبار في العراق عام 1934م وحصل على شهادة بكالوريوس وماجستير ودكتوراه في الشريعة الإسلامية، وينتمي إلى عشائر مدينة كبيسة المعروفة في العراق. 

## أهم المناصب التي تقلدها
- رئيس قسم الشريعة في كلية الحقوق في جامعة بغداد
- رئيس قسم الدراسات العليا في الجامعة الإسلامية – بغداد
- رئيس قسم الدراسات الإسلامية في جامعة الإمارات ( أحد مؤسسيها )
- عضو في المجلس الأعلى في الجامعة الإسلامية – المدينة المنورة
- رئيس جمعية العلماء في العراق
- رئيس الحركة الوطنية العراقية الموحدة في العراق

## أهم مؤلفاته
له العديد من المؤلفات والمقالات منشورة في المجلات والصحف ومن مؤلفاته:
- في رحاب القرآن.
- فلسفة نظام الأسرة في الإسلام.
- الغبن والتغرير في عقد البيع.
- الأحوال الشخصية في الفقه والقضاء والقانون(جزآن).
- التركة، تكوينها ومدى تعلق الحقوق بها.
- أحكام جناية السرقة في الفقه والقانون.
- القضاء في الإسلام.
- الفقه الجنائي الإسلامي.
- البرمجة اللغوية.
- أحسن القصص - قصص القرآن الكريم.
- الخطاب القرآني، إعجاز متجدد - دار المعرفة للطباعة والنشر - لبنان 2015
- موسوعة الكلمة واخواتها في القرآن الكريم 12 مجلداً، دار المعرفة - بيروت 2016

## مقالات ذات صلة
- محمود علي الفلاحي
- عبد العزيز سالم السامرائي
- محمد علوي المالكي
- عبد الملك السعدي
- قحطان عبد الرحمن الدوري
- عمر بن حفيظ
- نوح القضاة
- أحمد حسن الطه
- محمد محروس المدرس
- أمجد الزهاوي
- محمد عبد الغفار الشريف
- محمد صلاح الدين المستاوي
- عفيف الدين الجيلاني